# Мой путь (фильм, 2011)
«Мой путь» (кор. 마이웨이) — южнокорейский кинофильм режиссёра Кан Джегю, вышедший на экраны в 2011 году.
Фильм основан на истории корейца Ян Кёнджона, захваченного в плен американскими войсками после высадки союзников в Нормандии. До этого Ян Кёнджон служил в японской императорской армии, частях РККА и в вермахте.

## Сюжет
Во времена японского правления в Корее судьба свела двух мальчиков — корейца Ким Джунсика (Чан Дон Гон) и японца Тацуо Хасэгаву (Джо Одагири). С самого знакомства они соперничают в беге, вырастают, соперничая на соревнованиях марафонцев. Отец Ким Джунсика передаёт подарок от министра деду Хасэгаве, тот понимает, что это мина и накрывает её своим телом. Тацуо выгоняет семью Ким Джунсика из усадьбы, отца Ким Джунсика жестоко избивают и калечат в японских застенках. Японцы запрещают корейцам участвовать в соревнованиях. Ким Джунсик становится рикшей. Один из его пассажиров - корейский марафонец, олимпийский чемпион Ки Джон Сон обращает внимание на необыкновенного бегуна-рикшу и добивается для него участия в отборочном соревновании на олимпиаду в Токио. Ким Джунсик приходит первым, но судьи дисквалифицируют его. Оскорблённая корейская молодежь устраивает бунт, юношей бросают в тюрьму и по приговору суда зачисляют рядовыми в японскую императорскую армию. Хасэгава отказывается учиться в берлинском медицинском университете и тоже идёт в армию.
Они встречаются вновь на реке Халхин-Гол, когда в японскую часть, в которой служит Ким Джунсик, прибывает командовать Тацуо Хасэгава. Он не терпит поражений и начинает своё командование с того, что принуждает прежнего японского командира сделать харакири. Во время одного из эпизодов взвод Ким Джунсика берёт в плен китайскую снайпершу Сюэлай (Фань Бинбин), которая в одиночку мстит японским захватчикам. Армейские будни длятся недолго, во время внезапной массированной танковой атаки советских БТ-5 и БТ-7 японцы терпят сокрушительное поражение, и оба бывших соперника попадают в советский плен.
Попав в лагерь под Кунгуром (Пермская область), японские и корейские военнопленные работают на лесоповале, голодают, мёрзнут. С пленными не церемонятся, умерших от обморожения сжигают в местном крематории, проворовавшихся — вешают, бунтовщиков — расстреливают. Следить за порядком назначили старого друга Ким Джунсика, которого здесь зовут по-русски Антон. Чудом избежав расстрела, Ким Джунсик и Тацуо Хасэгава надевают советскую униформу и отправляются в ряды РККА на восточный фронт воевать за СССР против Германии.
По прибытии в Дедовск (Московская область) японско-корейским красноармейцам раздают винтовки и с красными флагами бросают в бой с немецкими войсками. Атака захлёбывается, отступающих красноармейцев из пулемётов расстреливают свои же. Вокруг — бессмысленное кровопролитие и прочие ужасы войны. Контуженный Тацуо Хасэгава, глядя на беснующегося советского командира, который посылает их на верную смерть, вспоминает себя таким же и перерождается. Отныне бывшими соперниками движет только одна цель — желание выжить, лишь для того, чтобы вернуться домой.
Захватив немецкую карту у убитого немецкого солдата, двое героев отправляются из Дедовска (Московская область) через горы к немцам. Вскоре главные герои встречают их в заброшенном посёлке, но сами разлучаются.
Судьба снова сводит их вновь в 1944 году на побережье в Нормандии, на строительстве береговых оборонительных сооружений. Оба служат в восточном батальоне вермахта и мечтают бежать, чтобы вернуться домой. Однако в день запланированного побега на их участке начинается высадка союзных войск. В этот раз им не удалось спастись вместе. Ким Джунсик погибает, а Тацуо Хасэгава берёт его имя и после войны продолжает бегать, снова участвуя в марафонах.

## Награды и номинации
| Рейтинги                | Рейтинги |
| Издание                 | Оценка   |
| ----------------------- | -------- |
| Internet Movie Database | [ 2 ]    |
| Metacritic              | [ 3 ]    |

В 2013 году номинировался на американскую кинопремию «Сатурн» как лучший фильм на иностранном языке.

## Производство
Производство фильма заняло 8 месяцев (с октября 2010 г. по июнь 2011 г.). Первоначально картину предполагалось снимать на территории Китая, Монголии и России, однако ввиду различных причин (погода, размещение съёмочных групп и актёров, стоимость съёмок и т. д.) основную часть фильма было решено снимать на территории Южной Кореи. В частности, сцены в начале фильма (где показывается Кёнсон времён японской оккупации) были сняты в уезде Хапчхон в провинции Кёнсан-Намдо на юге Корейского полуострова, сцены трудового лагеря для военнопленных под Пермью — в горах национального парка Чхоноксан провинции Канвондо на восточном побережье Южной Кореи. Самой же универсальной съёмочной площадкой стала территория, отгороженная от Жёлтого моря дамбой Сэмангым — равнина, площадью 401 км². Разные части этой равнины обладают различными природными характеристиками, поэтому съёмочная бригада, разделив равнину на три условных части, добилась эффекта смены локации съёмок.
Главную сцену фильма — высадку союзников в Нормандии — режиссёр решил во что бы то ни стало снимать в Европе. На протяжении почти двух лет специальная часть съёмочной бригады исследовала информацию о десятках мест на побережьях Каспийского, Средиземного и Чёрного морей, однако в конце концов выбор пал на латвийское побережье Балтийского моря.

## В ролях
- Чан Дон Гон — кореец Ким Джунсик[8]
- Джо Одагири — японец Тацуо Хасэгава
- Фань Бинбин — китайская снайперша Сюэлай

## Комментарии
1. ↑  В фильме высокие горы находятся непосредственно под Москвой.